# Tsiolkovskijs raketekvation
Tsiolkovskijs raketekvation, uppkallad efter Konstantin Tsiolkovskij som var en av flera som självständigt formulerade ekvationen, behandlar funktionen hos en raket: en farkost som kan accelerera sig själv genom att stöta ifrån sig delar av sin egen massa (reaktionsmassa) i hög fart i motsatt håll.
Raketekvationen lyder som följer: för varje raketmanöver, eller sekvens av raketmanövrar gäller:
{\displaystyle \Delta v=v_{e}\ln {\frac {m_{0}}{m_{1}}}}
eller 
{\displaystyle m_{1}=m_{0}e^{-\Delta v/v_{e}}}
som är likvärdigt med:
{\displaystyle m_{0}=m_{1}e^{\Delta v/v_{e}}}
där {\displaystyle m_{0}} är den ursprungliga massan, {\displaystyle m_{1}} är massan efter manövern/manövrarna, och {\displaystyle v_{e}} är hastigheten hos raketens avgas i relation till raketen. 
{\displaystyle 1-{\frac {m_{1}}{m_{0}}}=1-e^{-\Delta v/v_{e}}} är den del av ursprungsmassan som används som reaktionsmassa.

## Historik
Raketekvationen härleddes självständigt av Konstantin Tsiolkovskij mot slutet av 1800-talet och är allmänt förknippad med hans namn. Dock visar en nyligen upptäckt pamflett "A Treatise on the Motion of Rockets" av William Moore att den tidigaste kända härledningen gjordes 1813 vid Royal Military Academy i Woolwich i England. Ekvationen tillämpades då för vapenforskning.

## Härledning
Betrakta följande system:

I denna härledning syftar "raketen" på raketen samt allt icke-förbrukat bränsle.
Newtons andra lag relaterar sambandet mellan alla externa krafter ({\displaystyle F_{i}\,}) till förändringen i rörelsemoment för hela systemet enligt följande:
{\displaystyle \sum F_{i}=\lim _{\Delta t\to 0}{\frac {P_{2}-P_{1}}{\Delta t}}}
där {\displaystyle P_{1}\,}är rörelsemängden för raketen vid tiden {\displaystyle t=0}:
{\displaystyle P_{1}=\left({m+\Delta m}\right)V}
och {\displaystyle P_{2}\,} är rörelsemänden för raketen och det förbrukade bränslet vid tiden {\displaystyle t=\Delta t\,}:
{\displaystyle P_{2}=m\left(V+\Delta V\right)+\Delta mV_{\text{e}}}
och där, ur en observatörs perspektiv:
| {\displaystyle V\,} är raketens hastighet vid tiden {\displaystyle t=0}                                                            |
| {\displaystyle V+\Delta V\,}är raketens hastighet vid tiden {\displaystyle t=\Delta t\,}                                           |
| {\displaystyle V_{\text{e}}\,} är hastigheten av den massa som utgör det förbrända bränslet under tiden {\displaystyle \Delta t\,} |
| {\displaystyle m+\Delta m\,} är raketens massa vid tiden {\displaystyle t=0}                                                       |
| {\displaystyle m\,} är raketens massa vid tiden {\displaystyle t=\Delta t\,}                                                       |

Hastigheten av det förbrända bränslet {\displaystyle V_{\text{e}}} i observatörens perspektiv är relaterat till hastigheten av det förbrända bränslet raketens perspektiv {\displaystyle v_{\text{e}}} genom (eftersom det förbrända bränslets hastighet är i negativ riktning)
{\displaystyle V_{\text{e}}=V-v_{\text{e}}}
Löser vi detta får vi:
{\displaystyle P_{2}-P_{1}=m\Delta V-v_{\text{e}}\Delta m\,}
och, genom att skriva {\displaystyle dm=-\Delta m}, eftersom att skjuta ut en positiv {\displaystyle \Delta m} resulterar i minskad massa,
{\displaystyle \sum F_{i}=m{\frac {dV}{dt}}+v_{\text{e}}{\frac {dm}{dt}}}
I och med att det inte finns några externa krafter har vi {\displaystyle \sum F_{i}=0} (Bevarande av rörelsemänd) och
{\displaystyle m{\frac {dV}{dt}}=-v_{\text{e}}{\frac {dm}{dt}}}
Om vi antar att {\displaystyle v_{\text{e}}\,}är konstant, så kan uttrycket ovan integreras:
{\displaystyle \Delta V=v_{\text{e}}\ln {\frac {m_{0}}{m_{1}}}}
där {\displaystyle m_{0}} är den initiala massan, bränslet inkluderat, {\displaystyle m_{1}}är den slutgiltiga massan och {\displaystyle v_{\text{e}}}är hastigheten av det förbrända bränslet ur raketens perspektiv.